# Cajanus scarabaeoides
Cajanus scarabaeoides là một loài thực vật có hoa trong họ Đậu. Loài này được (L.) Thouars miêu tả khoa học đầu tiên.